# Chris Kypriotis
Chris Kypriotis é o atual CEO e fundador da Black Tag Inc., cargo que ocupa desde janeiro de 2013.
Nascido na Grécia, Chris ocupou o cargo de CEO da Nike do Brasil e Vice-Presidente da Nike Inc.; anteriormente fui CEO da Billabong International Group para a América do Sul (LATAM) e Vice-Presidente Global do Grupo, responsável pelas aquisições de marcas líderes mundiais nos seus segmentos, como Element Skateboards, RVCA, Dakine, Von Zipper, Nixon, Xcel, entre outros. Ele e considerado autoridade e um das pessoas mais influentes na área de "Action Sports" no mondo. Ele também fui Presidente Global do Grupo C&C Brands, Global Licenciado da reconhecida marca Rusty, entre outras. Anteriormente, o Sr. Kypriotis ocupou C-Nivel/C-Level cargos em reconhecidas empresas/marcas como Mossimo Inc., Stüssy Inc., C&C Brands, Diesel, Donna Karan Int'l, entre outras.
O Chris Kypriotis e reconhecido pela sua experiência e resultados, nas áreas de moda, esporte, streetwear, footwear, etc., como um dos executivos mais experimentados em gerenciar turnarounds, M&A's, "georgraphical startups"; ele também e reconhecido pela capacidade dele e de engajar e conectar com o consumidor e com sua propria equipe.

## Carreira
No início de sua carreira, Chris trabalhou diretamente relacionado a criação de várias marcas, incluindo Mossimo, Stüssy e Fresh Jive.
Chris foi convidado a trabalhar na C&C Brands Worldwide em 1997, onde começou como estilista, e depois de passar a liderar varios departamentos da empresa como de marketing, vendas, operações, produção, etc., ele se torno o Executivo Sênior e Diretor Mundial de Operações, ocupando também o cargo de presidente da marca Rusty Europa, em Biarritz, França e Presidente do Grupo.
Em de 2003 foi convidado a assumir a posição de CEO da Billabong Brasil e América do Sul.
Em dezembro de 2010, a Nike Inc., com a estratégia de se aproximar do mercado através de um executivo altamente conectado com o mercado, consumidor, e o esporte brasileiro e os órgãos governamentais dos esportes como o COB, CBF, CBT, COI, ITF, convidou Chris para assumir como Presidente da Nike do Brasil e Vice-Presidente Global da Nike Inc.. Durante sua gestão, a Nike do Brasil conseguiu um expressivo aumento de suas receitas, e mais, lucro líquido. Na gestão do Chris Kypriotis como Presidente, Nike do Brasil passou a ser o 3º maior mercado da Nike Inc. no mundo. Chris Kypriotis e sua equipe, criou o plano estratégico de 10 anos para Nike do Brasil, chamado "Nike Brazil Holistic Market Strategic Plan - 2020", como também o "Futebol Attack Plan" onde negociou e finalizou acordos de patrocínio com os times de futebol do Corinthians, Santos FC, Sport Club Internacional de Porto Alegre, Bahia e Coritiba Foot Ball Club, além de conseguir fechar o acordo de patrocínio com o COB (Comite Olimpico Brasileiro), assim o Time Olimpico do Brasil seria pela primeira vez, e durante a Olimpíada do Rio de Janeiro 2016, um dos times oficiais da Nike. Por final, renegociou o contrato com a CBF (Confederação Brasileira de Futebol) e assim mantive a Nike como a principal patrocinadora da Seleção Brasileira de Futebol.
Em janeiro de 2013, Chris fundou a BlackTag Inc, empresa focada em em expansão estratégica para marcas, tanto estrangeiras que desejam atuar nos mercados LATAM como empresas Brasileiras que desejam atuar nos mercados internacionais, através da criação de customer experiences, abordagem omni-channel, entre varias outras estratégias físicas e virtuais.

## Esporte e Organizações Governantes de Esportes
- Chris é ex-tenista profissional, atualmente atuando na gestão e promoção do esporte no Brasil e no mundo.

- Foi eleito membro do conselho de diretores da (ITF) Federação Internacional de Tênis em 2009, sendo reeleito em 2011. Foi o segundo dirigente mais novo, eleito no conselho da administração da Federação Internacional de Tênis (ITF, International Tennis Federation) na história da Federação.[3] Serviu como Presidente no Comitê Olímpico, no Comitê de Desenvolvimento, no Comitê Circuito Professional, entre outros.

- Depois de ter sido eleito 2 vezes como Vice Presidente da EuroSIMA (European Surf/Skate/Snow Manufacturers Association), na saída dele da Europa, fui Eleito Presidente Vitalício da EuroSIMA e membro do Conselho da SIMA (Association Mundial).
- Junto com o Terje Håkonsen, Chris Kypriotis foi um dos Fundadores do Tour Global de Snowboard chamado TTR (Ticket to Ride); unindo os maiores eventos de snowboard no mundo e assim criando, na época, a autoridade maxima no esporte de Snowboard.